# Enhydrosoma ponticum
Enhydrosoma ponticum is een eenoogkreeftjessoort uit de familie van de Cletodidae. De wetenschappelijke naam van de soort is voor het eerst geldig gepubliceerd in 1938 door Jakubisiak.